# Lapupatak
Lapupatak (románul Ruginoasa) falu Romániában, Szilágy megyében.

## Nevének említése
Első említése 1521-ből való. 1839-ben Lapúpatak, Lepu, 1920-ban Lăpu a neve.

## Lakossága
1850-ben 391 fős lakosságából, 327 fő román, 5 fő zsidó  és 59 fő cigány. Későbbiekben kevés számú (max. 10 fő) magyar lakossága volt a falunak, de 1992-re a 147 főre apadt lakosságból már csak egy ember vallotta magát magyarnak.
1850-ben a felekezeti összetétel szerint 386 fő görögkatolikus és 5 fő izraelita hivő volt. 1992-re a románok többsége (133 fő) ortodox hitű és az egy magyar református vallású.

## Története
Útmaradványok ókori római időkre utalnak. 1370-ben az Almási vár a körülötte lévő birtokkal együtt, közte Lapupatakkal is, magánföldesúri vár lett. 
Eredetileg görögkatolikus fatemploma 1891-ben épült. 1917-ben Jegenye római katolikus filiája.
A falu a trianoni békeszerződésig Kolozs vármegye Hídalmási járásához tartozott.